# Яготинський історичний музей
Яготинський державний історичний музей — державний історичний музей, що фактично є сукупністю різнопрофільних місцевих музеїв, розташований у районному центрі Київської області місті Яготині.

## З історії музею
Історичний музей у Яготині був створений на громадських засадах 7 листопада 1960 року згідно з рішенням Яготинської районної ради депутатів трудящих.
У 1972 році музейний заклад став відділом Переяслав-Хмельницького історичного музею.
1977 року Яготинський музей отримав статус окремого державного історичного музею.
Перша експозиція музею (1960) розміщувалась у одній кімнаті та коридорі приміщення, що входило до складу так званого промислового містечка («Казенний спиртовий завод», споруда XIX ст.) у центрі Яготина. Та завдяки зусиллям краєзнавця (директора музею) Олександра Непорожнього музей за досить короткий час виріс у значний осередок вивчення та дослідження місцевої історії і культури.

## Експозиція та відділи
Експозиції Яготинського історичного музею розташовані в 14 залах. Тут представлено цінні колекції пам'яток археології, знахідки, що відносять до найдавніших часів доби палеоліту, трипільської культури, часів слов'янства, періоду Київської Русі, козацької доби, речі побуту, господарські знаряддя, скарби XVII—XVIII століть, вироби ужиткового мистецтва XIX — початку ХХ століть.
У музейній експозиції, зокрема, відображено період XVIII–XIX століть у житті Яготинщини, багатий подіями, пов'язаний з іменами останнього гетьмана України Кирила Розумовського, родини князів Рєпніних, Тараса Шевченка (живописна і графічна Шевченкіана), Миколи Гоголя, Олексія Капніста, Василя Лукашевича, Марії Волконської та інших.
У музеї також широко представлені художні полотна видатних авторів XX століття, велика палітра речей і документів цього ж періоду.
Яготинський історичний музей розповідає про видатних земляків, письменників, художників (зокрема, народну художницю України Катерину Білокур).
У жовтні 2020 року на території Картинної галереї історичного музею було відкрито пам'ятник Григорію Сковороді. Скульптура знаходиться .
Загалом у експозиційних залах музею представлено понад 5 тисяч експонатів.
Має 7 відділів:

### Картинна галерея
Адреса: м. Яготин, вул. Незалежності, 59
Відкрита 1983 року в приміщенні, яке є частиною колишнього палацу (правий резоліт) графа Розумовського та князів Репніних. Приміщення галереї двоповерхове, налічує 14 виставкових залів, в яких одночасно може експонуватись до 300 полотен та інших художніх творів. В залах галереї широко представлено українське мистецтво — твори живопису, графіки, скульптури, декоративного мистецтва видатних авторів 20 ст. В експозиції музею полотна знаменитих митців М. Глущенка, Т. Яблонської, М. Дерегуса, С. Григор'єва, С. Шишка, І. Їжакевича, А. Монастирського, А. Пламеницького, В. Забашти, М. Малинки, скульптурні роботи О. Ковальова, І. Гончара, О. Скоблікова, Г. Кальченко. Оригінальне обличчя Картинної галереї створює самобутня творчість художників Яготинського району. Справжньою гордістю галереї є понад 70 робіт народної художниці України Катерини Білокур — живопис, акварель, графіка, ескізи, ранні та незакінчені роботи. Галерея нараховує майже 250 одиниць творчого доробку видатних митців України.

### Музей етнографії й освіти
07700, Київська обл., м. Яготин, вул. Незалежності, 105
Музей освіти створено 1996 року в колишньому приміщенні яготинської школи № 3, що діяла тут до 1990 року. Історія шкільного приміщення починається з 1913 р. До 1919 р. тут діяла земська початкова школа. До відкриття музею будівля стояла пусткою, але завдяки зусиллям директора Яготинського державного історичного музею О. С. Непорожнього це приміщення передали під музей. У двох основних, саме освітянських, залах домінантою експозиції є великий набір матеріалів про школу № 3, її педагогів, керівників, учнів. Широко представлені документи, фотографії, особисті речі та матеріали щодо розвитку методології та організації загальноосвітніх шкільних закладів, а також самих шкіл Яготина і Яготинського району. У залах музею значне місце займають деякі аспекти краєзнавчого характеру. Зокрема, розгорнуті виставки старовинних рушників, селянського одягу кінця XIX — початку XX ст., типовий інтер'єр селянської хати Яготинщини початку XIX ст. Окреме місце в експозиціях займають постійно діючі авторські виставки художніх полотен творчих особистостей Яготина. Всього виставкові фонди музею налічують близько 500 експонатів.

### Археологічний музей«Добраничівська стоянка»
Музей відкрито в с. Добраничівка, що розкинулось на виході невеликої річки Томашівки в долину річки Супій. 1977 року на місці розкопок, які проводила експедиція Інституту археології АН УРСР протягом 1953–1972 рр. Експедиція виявила стоянку первісних людей періоду пізнього палеоліту (12 тис. років тому). Відкриті і досліджені залишки 4 жител, ями-комори з кістками диких тварин, чотири господарсько-робітничі центри з вогнищами та місцями обробки кістки і каменю. Приміщення музею збудовано (як «накриття») безпосередньо на місці розкопок силами Яготинського «Місжколгоспбуду» на кошти Київської обласної організації товариства охорони пам'яток історії та культури та місцевого колгоспу «Дружба». Організацією музею займалися співробітники Яготинського історичного музею. Керував роботами доктор історичних наук професор Іван Шовкопляс, який проводив дослідження стоянки. У первісному вигляді експонуються залишки житла первісних людей, одного з господарських комплексів, вогнища. Все збережено в тому стані, як було розкопано. У центрі музею два панорамних полотна Миколи Малинки з життя первісних людей. Як допоміжний матеріал надані фотографії, схеми, публікації щодо розкопок Добраничівської стоянки. Загалом у музеї налічує 250 експонатів. У вітринах музею виставлені для показу знаряддя праці первісних людей, клиноподібне знаряддя зі шматка бивня мамонта, молоткоподібні інструменти з рогів північного оленя, землекопалка та лощило з бивня мамонта, проколки з трубчастих кісток дрібних тварин, предмети побуту і мистецтва, створені первісною людиною, зокрема, унікальна статуетка жінки з каменю. Музейний заклад широко відомий в міжнародних та вітчизняних наукових колах.

### Краєзнавчий музей ім. двічі Героя Радянського Союзу, генерал-полковника танкових військ А.Г.Кравченка
07700, Київська обл., Яготинський р-н, с. Сулимівка, вул. А. Кравченка, 106
Приміщення площею 56 м² було збудовано 1983 року спеціально для відкриття музею 30 листопада того ж року. Матеріали для створення музею славетного земляка зібрав ветеран війни, колишній голова колгоспу с. Сулимівка С. Д. Бусло. Пізніше його справу продовжив вчитель сільської школи М. І. Кирик. Вшанування пам'яті героя-земляка Андрія Кравченка та полеглих на фронтах Другої світової війни, виховання духовності і патріотизму у молодого покоління, неперервність зв'язків поколінь — мета створення музею. На стендах музею, зокрема, фото жителів Сулимівки, що полягли на фронтах війни. Тут «Книга пам'яті», у якій зберігаються фотографії та біографічні нариси про 321 односельця — учасника війни (з них 156 загинули). Серія картин у великій залі музею яскраво розповідає про те, як командувач танкового корпусу А. Г. Кравченко вперше в історії війн здійснив успішний перехід по дну ріки. У музеї зберігаються особисті речі А. Г. Кравченка — військова форма генерал-полковника, польовий планшет з картою, кобура для пістолета, українська сорочка. Серед експонатів — шкатулка з землею, политою кров'ю воїнів-танкістів, що була привезена зі с. Тинівка Жашківського району Черкаської області, де воював генерал. Невід'ємною складовою музею є бойова техніка часів війни: танк, гармата, міномет. Експозиція багата на фотографії з епізодами життя командарма, книги з його біографією та матеріалами про вшанування пам'яті А. Г. Кравченка односельцями та ветеранами 6-ї танкової армії. Загалом у музеї 815 експонатів.

### Краєзнавчий музей села Капустинці
07700, Київська область, Яготинський район, село Капустинці вулиця Миру, 2
Село розташоване в заплаві річки Супій, в зоні лівобережного лісостепу України. Краєзнавчий музей села розпочав свою діяльність в 1950-х рр. в одній залі приміщення Будинку культури. Ініціатором створення музею був сільський вчитель історії Кулінський Андрій Іванович. Фонди починались з кількох десятків експонатів, та завдяки інтенсивному розвитку музею вже 1986 року спеціально для нього відремонтували стару школу (будівля 1930-х років). У 7 музейних залах зібрано понад 800 експонатів. Значне місце в експозиції займає зал трудової слави, який розкриває сторінки біографії людей, що своєю працею творили історію села, відбудовували післявоєнне життя та здобули повагу односельчан. Висвітлені біографії інших односельців — учених, академіків, діячів культури, письменників, художників. Великою популярністю в експозиції користуються історичні матеріали села про події 1920—1930-х та початку 1940-х років. Окреме місце відведено матеріалам, що розповідають про розкопки житла первісних людей на «Добраничівській стоянці». Висвітлено теми освіти та медицини. Документи та фото розповідають про відкриття першої (дерев'яної) школи, її учнів, педагогів, її шлях до сучасного стану.

## Координати музею
Київська область, м. Яготин, вул. Незалежності, 114
Директор музею — Шулла Іван Іванович.